# أس قديم
أس قديم هي قرية في مقاطعة كليبر، إيران. عدد سكان هذه القرية هو 121 في سنة 2006.